# Ponte di Legno
Ponte di Legno ist eine italienische Gemeinde (comune) mit 1751 Einwohnern (Stand 31. Dezember 2023) in der Provinz Brescia in der Lombardei.

## Geographie
Die Gemeinde liegt etwa 80 Kilometer von Brescia am Oglio im Valcamonica und grenzt unmittelbar an die Provinzen Sondrio und Trient. Der Ort wird eingegrenzt im Norden und Westen von Sobretta-Gavia-Gruppe, im Nordosten und Osten von den Ortler-Alpen und im Süden von den Adamello-Presanella-Alpen. Der beliebte Fremdenverkehrsort Ponte di Legno liegt im Nationalpark Stilfserjoch.

## Gemeindepartnerschaft
Ponte di Legno unterhält eine inneritalienische Partnerschaft mit der Gemeinde Recco in der Metropolitanstadt Genua.

## Verkehr
Durch die Gemeinde führt die Strada Statale 42 del Tonale e della Mendola von Treviglio nach Bozen. Von hier aus beginnt die frühere Strada Statale 300 di Gavia (heute eine Provinzstraße) über den Gaviapass nach Bormio.

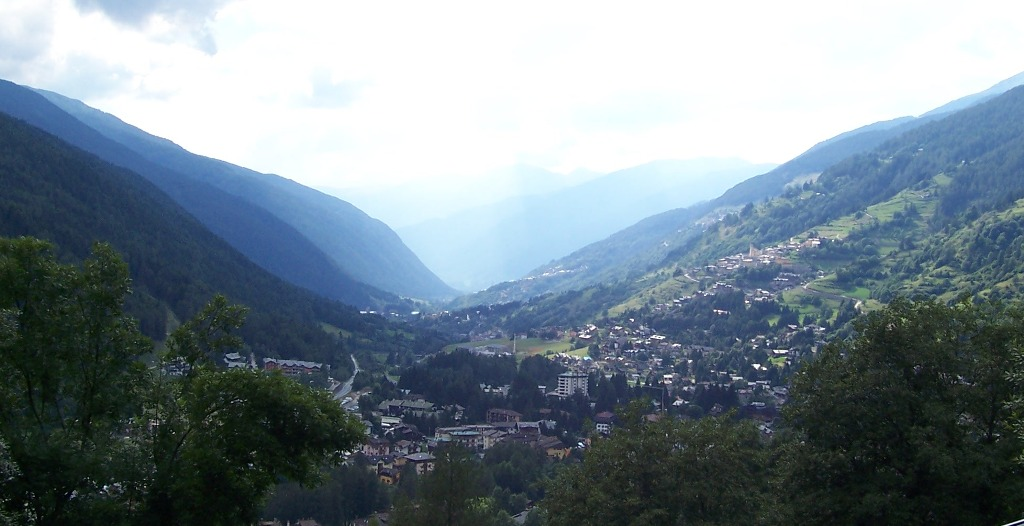
Blick auf Ponte di Legno vom Tonale aus
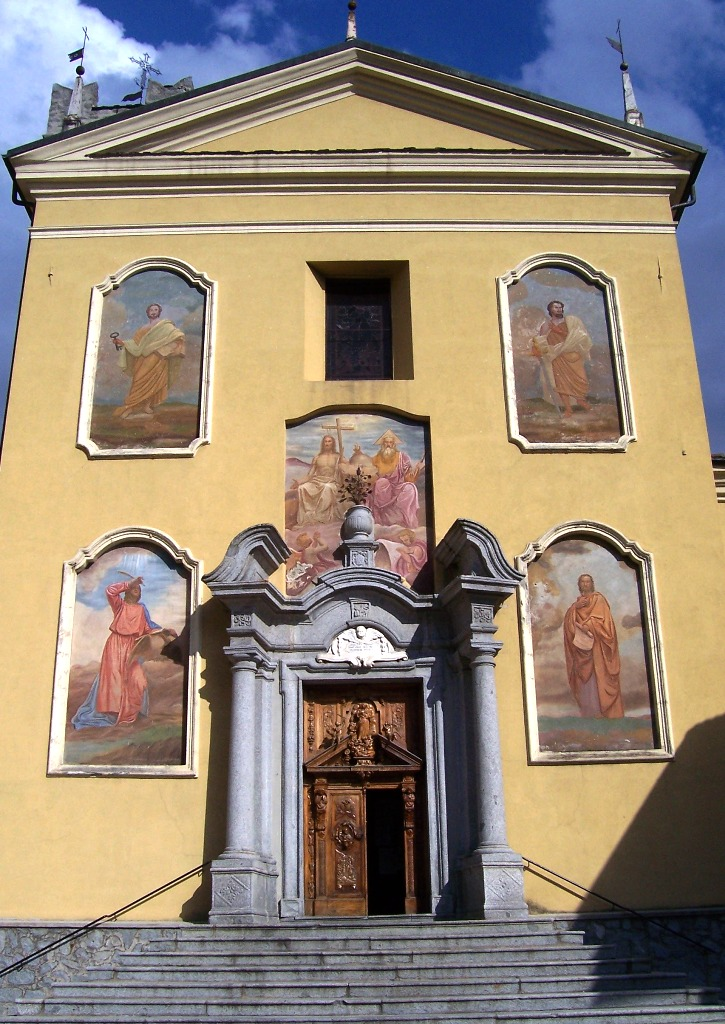
Pfarrkirche SS. Trinità
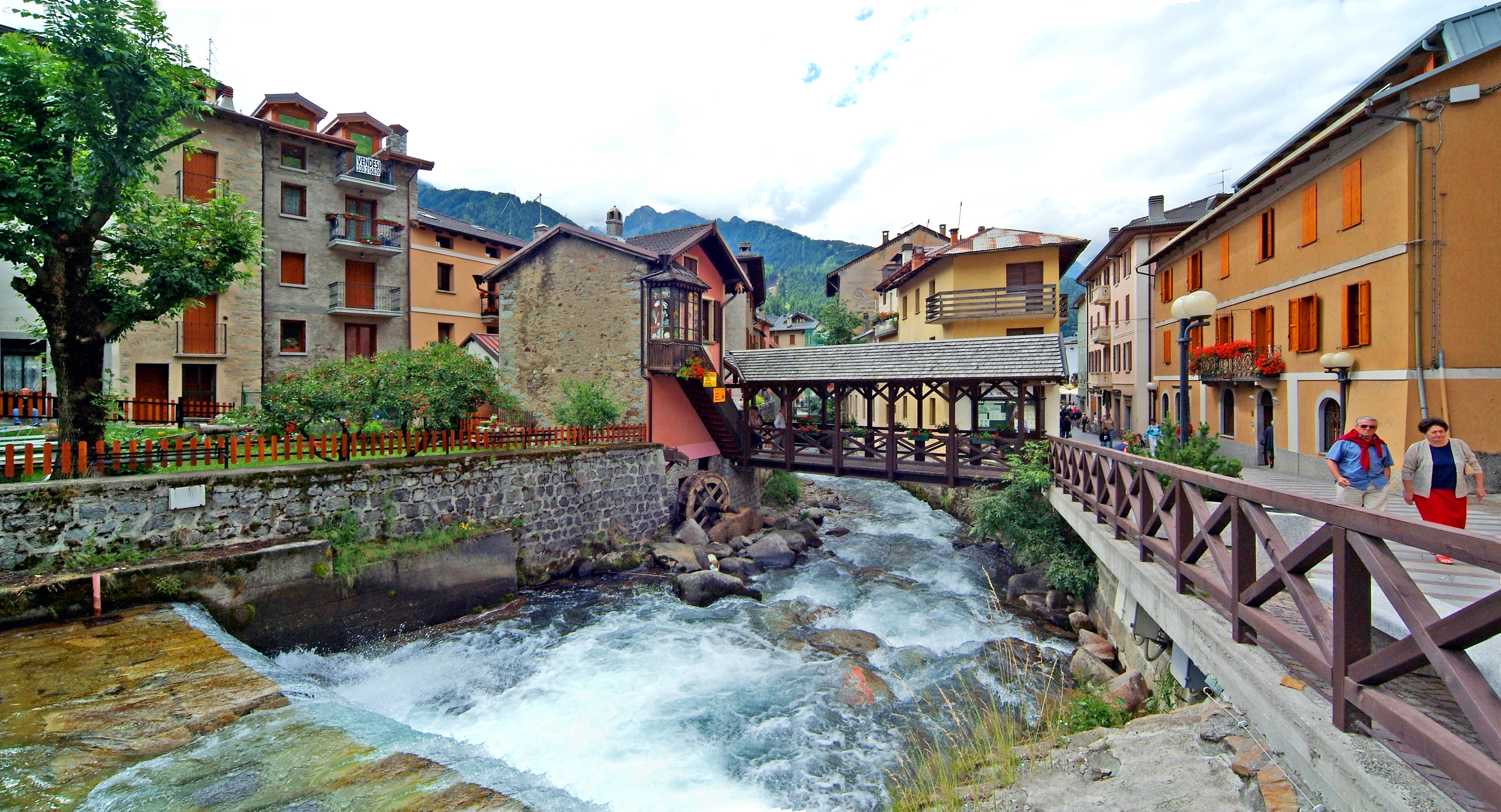
Torrente Frigidolfo in Ponte di Legno
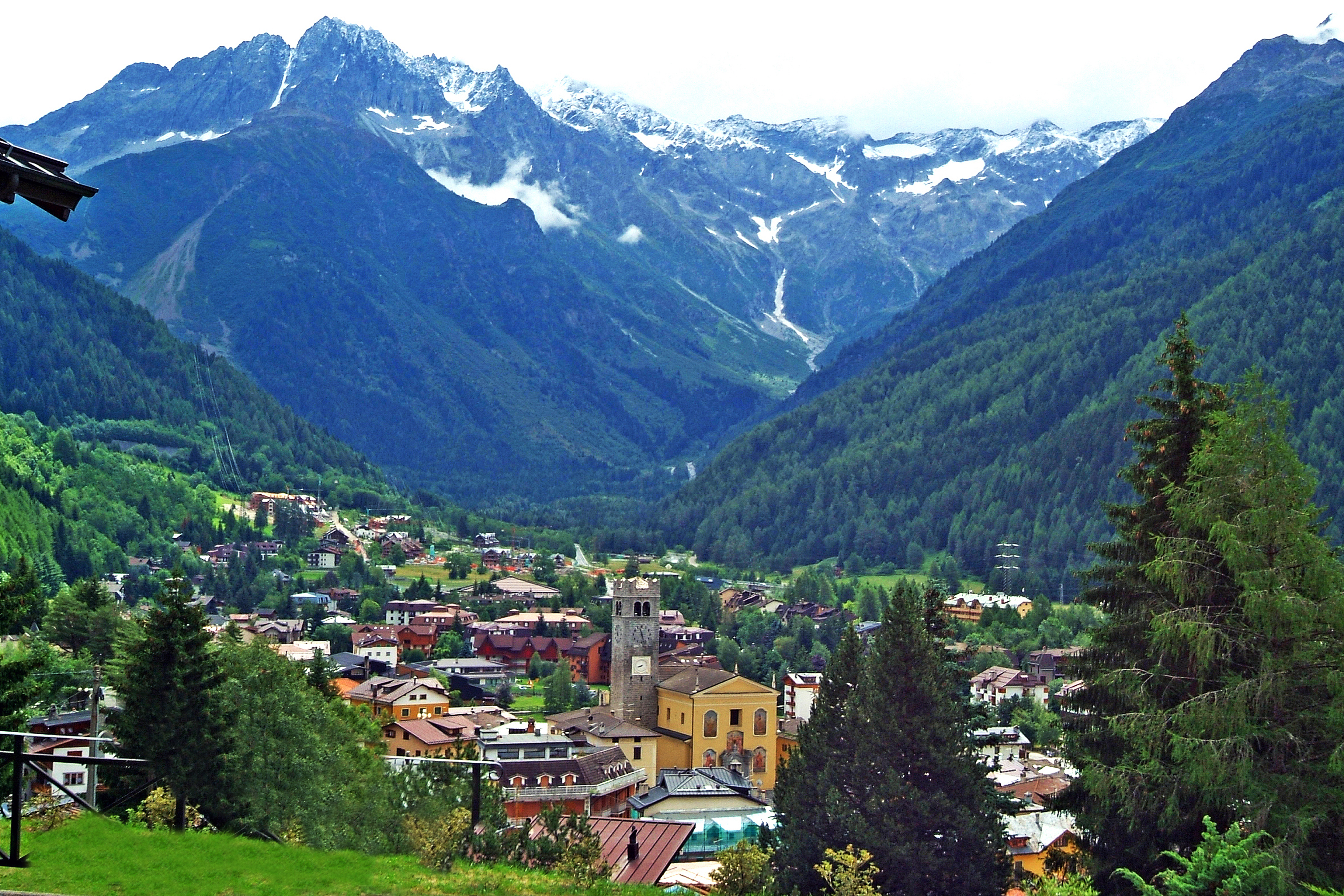
Ponte die Legno mit dem Castellaccio im Hintergrund